# Terry-Lee Sapergia
Terry-Lee Sapergia ist eine kanadische Westernreiterin.

## Werdegang
Sie ist die Tochter der kanadischen Reining-Ausbilders Vernon Sapergia. Terry-Lee Sapergia reitet seit ihrer Kindheit.
Sie ist mehrfache kanadische Meisterin.
2004 zog sie mit ihrer Familie nach Österreich, wo sie über drei Jahre als Trainerin arbeitete, bevor sie zurück nach Kanada ging, wo sie als Reining-Richterin agiert.

## Privates
Sie hat zwei Töchter (Sage und Casi Lee), die ebenfalls reiten. Die 1993 geborene Sage Sapergia startet auch international im Reining. Terry-Lee Sapergia lebt in Alberta.